# Amina Saïd
Amina Saïd, née en 1953 à Tunis, est une poétesse, écrivaine et traductrice tunisienne d'expression française.

## Biographie
Née à Tunis en 1953 d'un père tunisien et d'une mère française, elle réside à Paris depuis 1979, mais retourne régulièrement se ressourcer dans son pays natal où vit toute sa famille.
Elle suit des études de langues et de littérature anglophone à la Sorbonne. Journaliste, elle est également traductrice ; elle traduit en français l'écrivain philippin d'expression anglaise Francisco Sionil José.
Elle publie plusieurs recueils de poésie, des articles, notamment pour Jeune Afrique, et deux recueils de contes : 

« Dans la culture arabe, les genres majeurs sont d'abord la poésie, ensuite le conte. Curieusement, c'est ce que j'ai écrit : de la poésie et des contes. J'ai écrit ces contes dans des moments où j'avais la nostalgie du pays natal. Ce sont des fables de Tunisie que j'entendais dans mon enfance, racontées par ma grand-mère à laquelle j'ai voulu ainsi rendre hommage »

— Extrait de « La poésie est le lieu où je me sens moi-même », entretien de Tanella Boni avec Amina Saïd, 5 octobre 2004
Ses poèmes sont traduits en plusieurs langues — principalement en arabe, allemand, turc, anglais, espagnol et italien — et figurent, ainsi que des nouvelles, récits et essais, dans des revues, des anthologies et des ouvrages collectifs.
Elle reçoit le prix Jean-Malrieu, décerné par la revue Sud en 1989, et le prix Charles-Vidrac de la Société des gens de lettres en 1994, ainsi que le prix international de poésie Antonio Viccaro (Marché de la poésie) en 2004. Elle a été par ailleurs membre du jury (poésie) pour le prix Max-Pol-Fouchet.

## Œuvres

### Recueils de poèmes
- Paysages, nuit friable, Vitry-sur-Seine, Barbare, 1980, 95 p.
- Métamorphose de l'île et de la vague, Paris, Arcantère, 1985, 127 p. (ISBN 978-2868290090).
- Sables funambules : demeures, traces et méditation, Paris, Arcantère, 1988, 117 p.[7]
  - (es) Arenas Funàmbulas  (trad. Myriam Montoya), Caracas, Fundacion Editorial El Perroy y La Rana, 2006.
- « Feu d'oiseaux », Sud, no 84,‎ 1989, prix Jean Malrieu.
- Nul autre lieu, Trois-Rivières, Écrits des forges, 1992, 95 p. (ISBN 978-2890462625).
- L'Une et l'autre nuit, Chaillé-sous-les Ormeaux, Le Dé bleu, 1993, 125 p. (ISBN 2-84031-005-8, lire en ligne), prix Charles-Vildrac (Société des gens de lettres, Paris, 1994)[8].
- Marcher sur la Terre : poèmes, Paris, La Différence, 1994, 106 p. (ISBN 978-2729109837).
- Gisement de lumière, Paris, La Différence, 1998, 170 p. (ISBN 978-2729111847).
- De décembre à la mer : poèmes, Paris, La Différence, 2001, 109 p. (ISBN 978-2729113742).
- La Douleur des seuils : poèmes, Paris, La Différence, 2002, 125 p. (ISBN 978-2729114329).
- Au présent du monde : poèmes, Paris, La Différence, 2006, 95 p. (ISBN 978-2729115951).
- Tombeau pour sept frères  (ill. Hassan Massoudy), Neuilly-sur-Seine, Al Manar, 2008, 59 p. (ISBN 978-2913896598).
- L'Absence l'inachevé : poèmes, Paris, La Différence, 2009, 89 p. (ISBN 978-2729118419).
- Les Saisons d'Aden  (ill. Mimouni El Houssaïne), Neuilly-sur-Seine, Al Manar, 2011, 75 p. (ISBN 978-2913896918).
- (en + fr) In the Present Tense of the World : Poems 2000-2009  (trad. Marilyn Hacker, préf. Marilyn Hacker), Boston, Black Widow Press, 2011, 180 p. (ISBN 978-0984264070).
- Le Corps noir du soleil  (ill. Hassan Massoudy), Auxerre, Rhubarbe, 2014, 87 p. (ISBN 978-2916597904).
- « Clairvoyante dans la ville des aveugles : dix-sept poèmes pour Cassandre », Chiendents, no 93,‎ 2015.
- Chronique des matins hantés  (ill. Ahmed Ben Dhiab), Nantes, Éditions du Petit Véhicule, coll. « La Galerie de l’or du temps », 2017, 92 p. (ISBN 978-2371456228).
- Dernier visage avant le noir  (ill. Ahmed Ben Dhiab), Auxerre, Rhubarbe, 2020, 79 p. (ISBN 978-2374750514).

### Contes
- Le Secret, Paris, Critérion, 1994, 178 p. (ISBN 978-2741301073).
- Demi-coq et compagnie : fables de Tunisie, Paris, Éditions L'Harmattan, 1997, 80 p. (ISBN 978-2738457271).

### Traductions de l'anglais
- Francisco Sionil José, Le Dieu volé, et autres nouvelles, Paris, Unesco/Critérion, 1996, 313 p. (ISBN 978-9232032454).
- Francisco Sionil José, Viajero : le chant de l'errant, Paris, Critérion, 1997, 429 p. (ISBN 978-2741301592).
- Francisco Sionil José, Po-on : roman, Paris, Fayard, 2001, 368 p. (ISBN 978-2213606446).
- Francisco Sionil José, À l'ombre du balete : roman, Paris, Fayard, 2002, 252 p. (ISBN 978-2213611426).
- Francisco Sionil José, Mon Frère, mon bourreau : roman, Paris, Fayard, 2003, 336 p. (ISBN 978-2213614441).
- Francisco Sionil José, Les Prétendants : roman, Paris, Fayard, 2005, 352 p. (ISBN 978-2213620022).
- Francisco Sionil José, José Samson : roman, Paris, Fayard, 2007, 402 p. (ISBN 978-2213627090).